# Autophila pauli
Autophila pauli is een vlinder uit de familie spinneruilen (Erebidae). De wetenschappelijke naam is voor het eerst geldig gepubliceerd in 1940 door Boursin.
De soort komt voor in tropisch Afrika.